# فرودگاه ولند/ مرکز نیاگارا
فرودگاه ولند/ مرکز نیاگارا (به انگلیسی: Welland/Niagara Central Airport) (به زبان بومی: Welland/Niagara Central Airport) یک فرودگاه همگانی باربری است که یک باند فرود آسفالت دارد و طول باند آن ۱٬۰۶۴ متر است. این فرودگاه در کشور کانادا قرار دارد و در ارتفاع ۱۷۸ متری از سطح دریا واقع شده است.